# Luis de Souza Ferreira
Luis Emilio de Souza Ferreira Huby, ou simplesmente Lolo, (Lima, 6 de outubro de 1908 — La Punta, 29 de setembro de 2008) foi um futebolista peruano.

## Carreira

### Clubes
- 1926-1934: Club Universitario de Deportes

### Seleção
- 1929-1934: Peru

A primeira conquista peruana em Copa do Mundo FIFA de 1930, em Montevideo, com 1 gol do Luis De Souza Ferreira.